# Kaithoon
Kaithoon è una suddivisione dell'India, classificata come municipality, di 20.362 abitanti, situata nel distretto di Kota, nello stato federato del Rajasthan. In base al numero di abitanti la città rientra nella classe III (da 20.000 a 49.999 persone).

## Geografia fisica
La città è situata a 25° 08' 27 N e 75° 58' 04 E.

## Società

### Evoluzione demografica
Al censimento del 2001 la popolazione di Kaithoon assommava a 20.362 persone, delle quali 10.572 maschi e 9.790 femmine. I bambini di età inferiore o uguale ai sei anni assommavano a 3.361, dei quali 1.728 maschi e 1.633 femmine. Infine, coloro che erano in grado di saper almeno leggere e scrivere erano 12.670, dei quali 7.725 maschi e 4.945 femmine.